# Coti
Roberto Fidel Ernesto Sorokin Esparza, más conocido como Coti Sorokin, Coti Espasa o simplemente Coti (Rosario, provincia de Santa Fe, Argentina, 14 de junio de 1973), es un cantautor, músico y compositor argentino, conocido en América Latina y España por temas de su autoría como «Antes que ver el sol», «Nada fue un error» u «Otra vez». Es también coautor de otras canciones interpretadas por otros cantantes como «Color esperanza», interpretada por Diego Torres, o «Andar conmigo» de Julieta Venegas.

## Biografía

### Inicios
Coti Sorokin nació en Rosario (provincia de Santa Fe) en donde su padre estudiaba medicina. A los tres años su padre regresó a Concordia con su familia, en donde Coti hizo la escuela primaria y secundaria y luego comenzó a estudiar música y desde entonces su pasión se transformó en una firme vocación. Luego de terminar la escuela secundaria regresó a Rosario, en donde continuó los estudios en la Facultad de Humanidades y Artes (UNR). Formó el grupo Luz Mala y grabó un disco producido por Lito Nebbia, el creador del rock en español, según Coti. Fue guitarrista de estudio del también argentino Andrés Calamaro durante dos de sus producciones.
Coti se trasladó a Buenos Aires donde encontró a Javier Calamaro (el hermano de Andrés), compuso para otros artistas, se hizo habitual de los estudios de grabación y comenzó a producir. Así nació el primer disco de Javier Calamaro, compuesto y producido al alimón en 1995. Juntos hicieron también el disco Chiapas, en el cual intervinieron Café Tacuba, Illya Kuryaki and the Valderramas, León Gieco, Fito Páez, Paralamas, Mercedes Sosa, Charly García y Maldita Vecindad, entre muchos otros. Coti Sorokin produjo a los grandes del rock latino.
También asesoró a los Enanitos Verdes ― «un subidón terrible porque el grupo había trabajado con los mejores productores», dice Coti― y colaboró estrechamente con Andrés Calamaro en Honestidad brutal (1999). Andrés colabora más tarde en el primer disco de Coti como solista, cantando a dúo la canción «Nada fue un error».
Con la experiencia a cuestas, Coti piensa en su música, en sus canciones, en su disco. "Sabía que en algún momento me iba a llegar la oportunidad. Siempre me sentí cómodo en la composición, empiezo a encontrarme bien grabando mis canciones para que las canten otros (como Diego Torres, Alejandro Lerner o Sergio Dalma) y me instalo un estudio en casa para comenzar mi disco".

### Debut como solista
Coti empezó a grabar su primer álbum en enero de 2001. Contenía 11 canciones producidas por él mismo y por Cachorro López, grabadas en Buenos Aires, mezcladas en Miami y masterizadas en Madrid.
En febrero de 2002, después de haber fichado por Universal Music Spain, Coti lanzó desde España su álbum debut, titulado Coti, que estuvo precedido por el sencillo Antes que ver el sol.
El 25 de abril de 2003 fue escogido como telonero del único concierto de Shakira en España de su gira Tour de la Mangosta. El argentino calentó los minutos previos al recital de la colombiana y presentó las canciones de su disco en la Plaza de Toros de Las Ventas de Madrid.
En marzo de 2004 publica, también con Universal, Canciones para llevar, cuyos temas habían sido compuestos casi en su totalidad en Madrid el año anterior y grabados en los estudios Circo Beat, acompañado por Matías Sorokin (guitarra y coros), Diego Olivero (teclado), Marcelo Novati (batería) y Matías Eisenstaedt (bajo y coros). Bailemos fue el sencillo de presentación.

### Consagración musical
Su consagración llegaría en 2005, cuando publica Esta mañana y otros cuentos. Se trata de un álbum grabado en directo con la colaboración de artistas como Ismael Serrano, Josemi Carmona, Julieta Venegas y Paulina Rubio, y reúne todos sus grandes éxitos. Con estas últimas Coti cantó el tema Nada fue un error.
El cuarto disco de la carrera del argentino y su tercer álbum de estudio, Gatos y palomas, salió a la venta el 26 de marzo de 2007. Cuenta con 15 temas inéditos, 14 en CD y uno en formato digital. Aunque algunos recuerdan al Coti de siempre, otros, más cercanos al rock, tienen un estilo más crudo y urbano. El primer sencillo fue Canción de adiós y el segundo, Mi espacio. En mayo de ese año se inicia la Gira LKXA de los 40 Principales, en la que Coti, Dover y La Oreja de Van Gogh actúan en siete capitales españolas.
En otoño de 2007, al cierre de la gira por España en el Teatro Victoria Eugenia de San Sebastián, compartió escenario con el donostiarra Mikel Erentxun. En sus inicios en España, Coti había estado empadronado en esta ciudad, cuando empezó a trabajar con la productora Get In! de Íñigo Argomániz, una de las más punteras del territorio al llevar a grupos como La Oreja de Van Gogh y Barricada y solistas como Álex Ubago o Mikel Erentxun.
Por entonces, Andrés Calamaro lo califica en una entrevista como el Bob Dylan latino. Más tarde oficiaría como Jurado de la competencia internacional del Festival de Viña del Mar 2008.[cita requerida]
En 2009 lanza Malditas canciones, su quinto trabajo, que sale a la venta el 31 de marzo en España y Argentina y posteriormente en el resto de Latinoamérica y los Estados Unidos. El sencillo de presentación fue Nunca tendré. El segundo sencillo fue Perdóname, en el cual colaboraría Nena Daconte en una reedición del CD.
El 7 de mayo inaugura el Malditas Canciones Tour, en la sala Joy Eslava de Madrid, España, donde abrió con pleno éxito su gira doble (2 años consecutivos) que lo llevó por escenarios españoles, colombianos, argentinos y de otros lugares de América Latina. En dicha apertura contó con la colaboración en vivo de Pereza, en la canción Jugando con vos. A partir de esta gira, Coti gana popularidad en su tierra natal, Argentina, con lo que lleva a cabo más shows de presentación en diversas ciudades. El 18 de febrero de 2011 se cierra el tour de Malditas Canciones con gran éxito en Villa María, Córdoba, Argentina.
En junio de 2012 se pone a la venta su sexto álbum, Lo dije por boca de otro, en el que realiza covers de las canciones que él mismo compuso para otros artistas a lo largo de su carrera musical, como la archiconocida Color Esperanza, popularizada por Diego Torres; ¿Dónde están, corazón?, por Enrique Iglesias; o Te quise tanto, por Paulina Rubio; Me Muero de Amor por Natalia Oreiro y Algo está cambiando, Lento y Andar Conmigo por Julieta Venegas. Una vez más contó con la colaboración de artistas amigos: Fito Páez en Andar Conmigo y Enrique Iglesias en Dónde están, corazón?. Tras una larga gira por ambos continentes, al año siguiente se realiza una reedición de este disco, incluyendo cuatro nuevos tracks: Solamente vos, compuesta como cortina para la teleserie argentina homónima; una versión de Luz de día, llevada a la fama años atrás por Enanitos Verdes, con Rosario Flores, gran amiga del compositor; y dos canciones en directo tomadas del concierto en el teatro Opera City de Buenos Aires el 6 de octubre de 2012: Canción de Adiós y Otra vez.
En otoño de 2013, cedió los derechos de autor de Color Esperanza a la Asociación Española Contra el Cáncer (AECC), para que fuera utilizada en la campaña contra el cáncer de mama. El tema fue regrabado por algunas de las mejores voces femeninas españolas: Chenoa, Nena Daconte, Rosario Flores, Luz Casal, Vanesa Martín, Rosana, Susana, de Efecto Mariposa y Paula Rojo. Fue interpretado en directo en la gala benéfica Por Ellas, organizada por Cadena 100 y celebrada el 26 de octubre en el Palacio de Deportes de Madrid. En 2013, participó como asesor de Rosario Flores en la segunda edición del concurso de Telecinco La Voz. 
En medio de la pandemia de COVID-19, Coti realizó el sábado 5 de septiembre de 2020 el primer autoshow de Latinoamérica en San Isidro ante 90 autos con entradas agotadas
En 2024 colaboró con la cantante española Ana Guerra en el tema «Canción de Luto».

## Vida personal
Coti estuvo casado con Valeria Larrarte, con la que tiene dos pares de mellizos: Maia e Iván (1995) y Leyre y Dylan (2004). Actualmente reside en la ciudad de Rosario donde posee su estudio de grabación, alternando su estancia con Buenos Aires.
El 24 de febrero de 2024 contrajo matrimonio con Candelaria Tinelli con quien mantenía una relación desde hacía cuatro años.

## Discografía
- Coti (2003)
- Canciones para llevar (2004)
- Esta mañana y otros cuentos (2005)
- Gatos y palomas (2007)
- Malditas canciones (2009)
- Lo dije por boca de otro (2012)
- Qué esperas (2015)
- Tanta Magia (En vivo en el Gran Rex) (2016)
- Coti Sorokin y los Brillantes en el Teatro Colon (2018)